# Toni Breder
Anton Michel Breder, detto Toni (Saarlouis, 18 novembre 1925 – Saarbrücken, 5 agosto 1989), è stato un lunghista e dirigente sportivo tedesco.

## Biografia
Nel 1952 prese parte ai Giochi olimpici di Helsinki, dove partecipò in rappresentanza dalla regione tedesca della Saarland, occupata dai francesi nel 1945 e formalmente un protettorato della stessa Francia, i cui atleti gareggiarono indipendentemente sotto il nome di Saar. Fu portabandiera della Saar e si classificò diciannovesimo nel salto in lungo con il risultato di 6,88 m.
Dopo i Giochi Breder diventò dirigente sportivo: dal 1955 al 1968 fu direttore dell'Athletics Association Saarland, mentre nel 1989 divenne capo esecutivo dell'Associazione Sportiva della Saarland.
Nel 1962 la Deutscher Leichtathletik-Verband (federazione tedesca di atletica leggera) conferì a Breder la Spilla d'Argento e, nel 1971, quella d'oro.
Sposò l'insegnante Lotte Hofmann, insegnante di educazione fisica anch'ella insignita della Spilla d'Oro dalla DLV nel 1981. La loro figlia Andrea Breder fu una saltatrice in alto di livello internazionale.

## Palmarès
| Anno | Manifestazione  | Sede     | Evento         | Risultato | Prestazione | Note |
| ---- | --------------- | -------- | -------------- | --------- | ----------- | ---- |
| 1952 | Giochi olimpici | Helsinki | Salto in lungo | 19º       | 6,88 m      |      |